# داریو رودریگز
داریو راجریگز (انگلیسی: Darío Rodríguez؛ زادهٔ ۱۷ سپتامبر ۱۹۷۴) یک بازیکن فوتبال اهل اروگوئه است.
وی همچنین در تیم ملی فوتبال اروگوئه بازی کرده‌است.